# Albatera
Albatera és un municipi del País Valencià situat al nord de la comarca del Baix Segura, en el marge esquerre del riu Segura, a 16 metres sobre el nivell de la mar. Segons el cens de l'INE de 2016, la població era d'11.756 albaterans.

## Història

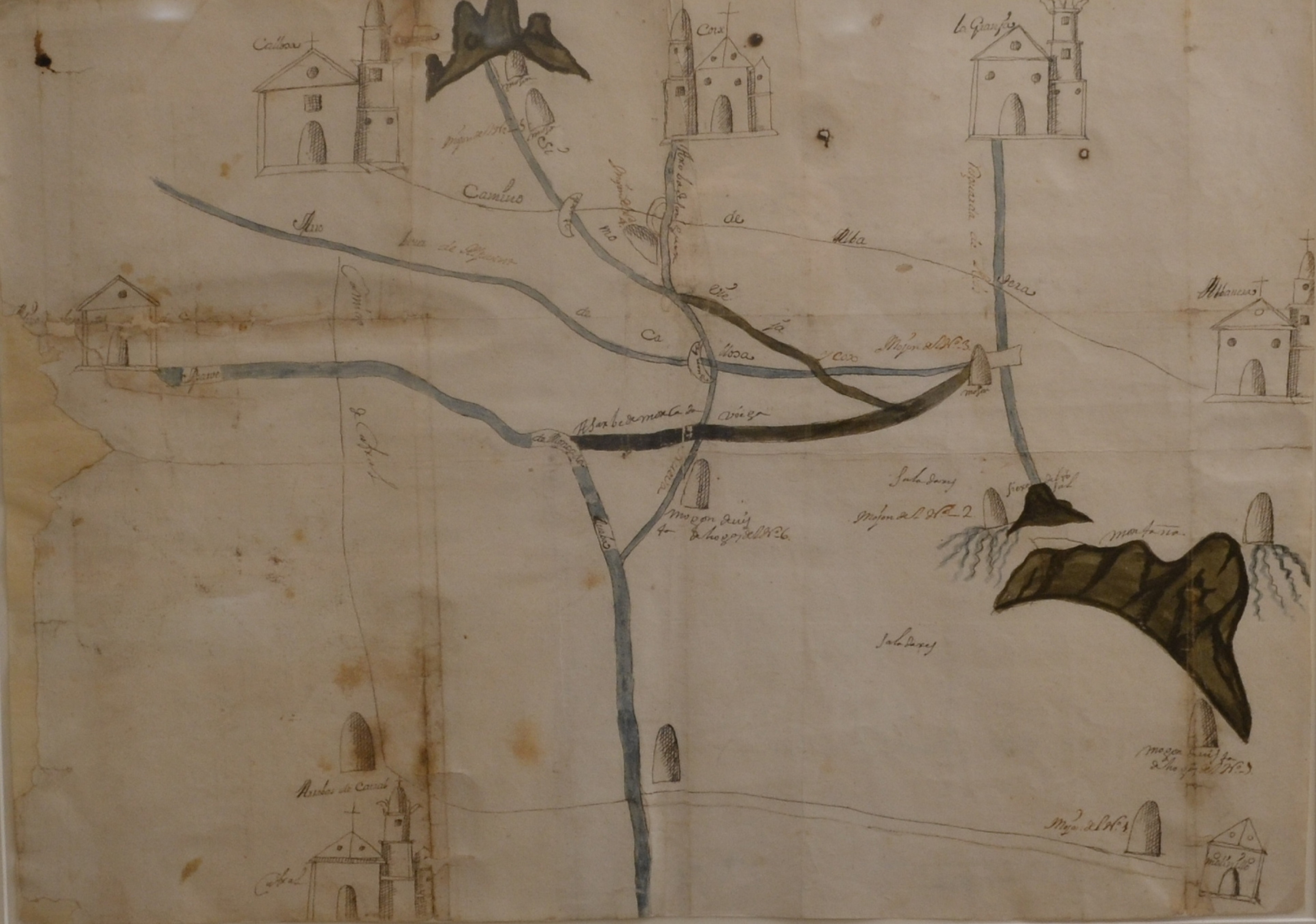
Mapa de 1729 dels termes municipals de Callosa de Segura, Coix, Albatera i la Granja de Rocamora

Sembla que l'etimologia de la paraula Albatera, amb bases preromanes i ibèriques, es troba en el vocable arabitzat "batar". L'arabista Asín Palacios diu que ve de l'àrab "al-uatira" que significa "el sender" o "la senda".
Albatera fou conquerida per Alfons X el Savi, el 1266, i inclosa dins del terme general d'Oriola per un privilegi del monarca castellà. Jaume II la concedí a Arnau de Mur, del qual passà a la família Rocafull. Durant la guerra de les Germanies, fou lloc de resistència senyorial contra els agermanats d'Oriola i Elx. Lloc de moriscos, segons el Cens de Caracena, comptava amb 320 famílies el 1609. Precisament eixe any començà l'expulsió dels moriscos, iniciant-se la repoblació castellana, que acabarà amb la implantació de la llengua castellana i la desaparició progressiva del valencià, i així l'any 1646, el "Consell d'Albatera" redacta ja els seus documents en castellà.
S'independitzà d'Oriola el 1627, i fou elevada a comtat el 1628. Passà a mans dels marquesos de Dosaigües i, posteriorment als de Cerdanyola. Acabada la guerra civil el 1939, al seu terme (73,1 km²) s'establí un camp de concentració de tropes republicanes que arribà a tenir 17.000 homes. A mitjans dels seixanta tenia 4.268 habitants.

## Economia
La població d'Albatera ha estat tradicionalment agrícola (de regadiu amb arbres fruiters, hortalisses, etc.); avui en dia, però, aquesta activitat econòmica no constitueix el sector principal, ara és el sector serveis, el comerç. Destaquen, dins d'aquest sector, la venda ambulant, una activitat de màxima importància entre els habitants d'Albatera. També hi ha indústria tèxtil, de productes carnis, etc.

## Demografia
Albatera té 11.767 habitants (INE 2014). Un 17,6% de la seua població és de nacionalitat estrangera, principalment d'origen iberoamericà i d'altres països del continent europeu. En la seua gran majoria, els habitants són castellanoparlants, tot i que últimament s'està introduint novament el valencià i el cens de 2001 indica un percentatge del 7,42% de valencianoparlants.
| Població | 3.253 | 3.844 | 3.939 | 4.047 | 3.821 | 3.897 | 4.582 | 4.858 | 6.026 | 6.848 | 8.076 | 8.795 | 9.080 | 10.878 | 11.102 | 11.656 | 11.767 |

## Monuments destacats i llocs d'interés
- Església parroquial de Sant Jaume Apòstol. Construïda en 1727, d'estil barroc valencià amb influències ornamentals del rococó francès.
- Palau dels Rocafull. Comptava amb una portada renaixentista de mitjan segle xvi, recuperada i dipositada en dependències municipals des de 2004.
- Rambla Salada. És un llit que talla la serra de Crevillent en direcció nord-sud. En ella hi ha dipòsits de sal formats per precipitació en evaporar-se l'aigua en els períodes secs. En la rambla queden les restes de pous i aqüeductes per a la conducció i aprofitament de l'aigua per a ús agrícola.

## Política i govern

### Composició de la Corporació Municipal
El Ple de l'Ajuntament està format per 17 regidors. En les eleccions municipals de 26 de maig de 2019 foren elegits 9 regidors del Partit Popular (PP), 6 del Partit Socialista del País Valencià (PSPV-PSOE), 1 de Vox i 1 de Ciutadans - Partit de la Ciutadania (Cs).
| Eleccions municipals de 26 de maig de 2019 - Albatera                                                                                     |                                          |                                     |                                     |        |          |          |
| Candidatura | Candidatura                              | Candidatura                         | Cap de llista                       | Vots   | Vots     | Regidors |
| | Partit Popular                           |                                     | Ana Iluminada Serna García          | 2.659  | 46,13%   | 9 (+1)   |
| | Partit Socialista del País Valencià-PSOE |                                     | Rosa Guillén Cantó                  | 1.833  | 31,80%   | 6 ()     |
| | Vox                                      |                                     | Irene Mompeán Pérez                 | 507    | 8,80%    | 1 (+1)   |
| | Ciutadans - Partit de la Ciutadania      |                                     | Domingo Francisco Guillén Fernández | 343    | 5,95%    | 1 (-1)   |
| | Altres candidatures                      |                                     |                                     | 381    | 6,61%    | 0 ( -1)  |
| | Vots en blanc                            |                                     |                                     | 41     | 0,71%    |          |
| Total vots vàlids i regidors | Total vots vàlids i regidors             | Total vots vàlids i regidors        | Total vots vàlids i regidors        | 5.764  | 100 %    | 17       |
| | Vots nuls                                | Vots nuls                           | Vots nuls                           | 27     | 0,47%    |          |
| Participació (vots vàlids més nuls) | Participació (vots vàlids més nuls)      | Participació (vots vàlids més nuls) | Participació (vots vàlids més nuls) | 5.791  | 71,02%** |          |
| Abstenció | Abstenció                                | Abstenció                           | Abstenció                           | 2.363* | 28,98%** |          |
| Total cens electoral | Total cens electoral                     | Total cens electoral                | Total cens electoral                | 8.154* | 100 %**  |          |
| Alcaldessa: Ana Iluminada Serna García (PP) (15/06/2019) Per majoria absoluta dels vots dels regidors (9 vots de PP)                      |                                          |                                     |                                     |        |          |          |
| Fonts: Ministeri de l'Interior, Junta Electoral de Zona d'Elx. (* No són vots sinó electors. ** Percentatge respecte del cens electoral.) |                                          |                                     |                                     |        |          |          |

### Alcaldes
Des de 2017 l'alcaldessa d'Albatera és Ana Iluminada Serna García (PP).
| Període                       | Alcalde o alcaldessa                                                    | Partit polític    | Data de possessió                | Observacions                         |
| ----------------------------- | ----------------------------------------------------------------------- | ----------------- | -------------------------------- | ------------------------------------ |
| 1979–1983                     | Manuel Sánchez Carreño                                                  | PCE               | 19/04/1979                       | --                                   |
| 1983–1987                     | Antonio Martínez Martínez                                               | PSPV-PSOE         | 28/05/1983                       | --                                   |
| 1987–1991                     | Antonio Martínez Martínez                                               | PSPV-PSOE         | 30/06/1987                       | --                                   |
| 1991–1995                     | Juan Pedro García Carbonell                                             | PSPV-PSOE         | 15/06/1991                       | --                                   |
| 1995–1999                     | Juan Pedro García Carbonell Francisco García Gelardo                    | PSPV-PSOE         | 17/06/1995 ??                    | Moció de censura --                  |
| 1999–2003                     | Francisco García Gelardo                                                | PSPV-PSOE         | 03/07/1999                       | --                                   |
| 2003–2007                     | Francisco García Gelardo                                                | PSPV-PSOE         | 14/06/2003                       | --                                   |
| 2007–2011                     | Federico Berná Gutiérrez                                                | PP                | 16/06/2007                       | --                                   |
| 2011–2015                     | Federico Berná Gutiérrez                                                | PP                | 11/06/2011                       | --                                   |
| 2015–2019                     | Rosa Guillén Cantó Rosario Ballester Hurtado Ana Iluminada Serna García | PSPV-PSOE UPiD PP | 13/06/2015 23/06/2016 15/12/2017 | Pacte de govern Trencament del pacte |
| 2019-2023                     | Ana Iluminada Serna García                                              | PP                | 15/06/2019                       | --                                   |
| Des de 2023                   | n/d                                                                     | n/d               | 17/06/2023                       | --                                   |
| Fonts: Generalitat Valenciana |                                                                         |                   |                                  |                                      |

## Personatges destacats
- Jesús Aguilar Hernández, Cronista Oficial
- Manuel Berná García, músic i compositor
- Valentín García Quinto, escultor
- Armonía Gómez Sánchez Armonía Móntez, cantant i actriu
- Hermenegildo Gómez Sánchez José Móntez, ballarí
- Santiago Quinto Serna, músic i compositor
- Santiago Sanz Quinto, atleta